# Andrey Zygmantovich
Andrey Vikentyevich Zygmantovich ou Zyhmantovich - em russo, Андрей Викентьевич Зыгмантович e, em bielorrusso, Андрэй Вікэнтьевіч Зыгмантовiч (Minsk, 2 de dezembro de 1962) é um ex-futebolista e treinador de futebol bielorrusso.

## Dez anos no Dínamo Minsk
Iniciou a carreira em 1981 no principal clube de sua cidade e da, à época, RSS da Bielorrússia, o Dínamo Minsk, equipe que defenderia nos próximos dez anos, conquistando no ano seguinte, em 1982, o único campeonato soviético da equipe e da República. 

## Pós-URSS
Com o desmembramento da URSS no final de 1991, Zyhmantovich, que acabara de transferir-se para o Groningen, do futebol holandês, onde atuou por uma temporada antes de voltar à Bielorrússia e ao Dínamo Minsk em 1992, atuando em 8 partidas pelo time da capital.
Em 1993, foi jogar pelo Racing Santander, onde atuaria com os russos Dmitriy Radchenko, Dmitriy Popov e Ilshat Fayzulin. Após 87 jogos e apenas 1 gol, Zyhmantovich encerrou a carreira em 1996, aos 34 anos.

## Carreira de treinador
Em 2001, Zyhmantovich voltou novamente à Bielorrússia, agora para iniciar a carreira de técnico. Em uma temporada pelo Naftan Novopolotsk, não evitou o rebaixamento à Segunda Divisão.
Trabalhou, ainda, no Dínamo Minsk, no MTZ-RIPO, no FBK Kaunas e no Sibir (onde comandou as categorias de base e o time B), além de ter comandado a equipe sub-17 da Bielorrússia, onde foi ainda assistente e técnico interino, entre 2012 e 2014.

## Seleção Soviética
Foi chamado pela primeira vez para a Seleção Soviética em 1984, pelo então técnico Eduard Malafeyew, russo de origem bielorrussa. Entretanto, este seria dispensado do cargo às vésperas da Copa de 1986, sendo substituído pelo ucraniano Valeriy Lobanovs'kyi, que acabou preterindo Zyhmantovich na época. O mesmo técnico, entretanto, chamou-o para o mundial seguinte, o de 1990, que viria a ser o último disputado pela URSS. Zyhmantovich marcou um dos gols na única vitória da equipe no torneio, na última partida da primeira fase (onde acabaria desclassificada), contra a já classificada seleção de Camarões.

## Seleção Bielorrussa
Com a desintegração da URSS, o volante passou a jogar pela Seleção Bielorrussa, atuando pelo selecionado em 9 jogos entre 1992 e 1995. Apesar disso, não chegou a disputar as eliminatórias para a Copa de 1994, uma vez que a FIFA impediu as seleções das ex-repúblicas - exceto a Rússia e as repúblicas do Báltico (Estônia, Letônia e Lituânia) - participassem da qualificação.